# NGC 3937
NGC 3937 é uma galáxia elíptica (E-S0) localizada na direcção da constelação de Leo. Possui uma declinação de +20° 37' 54" e uma ascensão recta de 11 horas, 52 minutos e 42,6 segundos.
A galáxia NGC 3937 foi descoberta em 27 de Abril de 1785 por William Herschel.